# François Tardieu
François Tardieu est un joueur français de backgammon et de poker né en 1964.

## Biographie
François suit une formation en mathématique et finance, puis développe des logiciels financiers avant de se consacrer au backgammon, puis au poker, tout en restant consultant financier. Il est également joueur d'échecs.
Il est aujourd’hui professeur de mathématiques en collège à Paris

## Backgammon
Au backgammon, il est champion de France en 2002, triple champion d'Europe en 2001, 2004 et 2005, champion d'Europe de double avec Serge Rived en 2006 à l'open Barrière WBA, vainqueur du « Challenge Riviera » open de double avec Jean-Philippe Rohr en 2003,, et a participé à plusieurs championnats du monde (à Monte-Carlo).
Il a figuré 6 fois dans la liste biennale des « Giants of Backgammon » entre 2001 et 2011 (3e en 2005 et 2007, 5e en 2009 notamment). 
François Tardieu est mondialement reconnu pour le très faible taux d'erreur de son jeu au backgammon, notamment classé no 1 mondial par le site gammonluck.com sur lequel Karsten Nielsen (joueur et auteur de livres sur le backgammon) a publié un classement tiré d'analyses de parties des plus grands joueurs.
Il a été directeur du tournoi Paris Masters de backgammon à partir de 2000 à 2004, et secrétaire général de la fédération française de backgammon jusqu'en 2006.
La Fédération française de backgammon (FFBG) favorise l'introduction de ce jeu alliant stratégie et hasard en milieu scolaire.
En 2022, la  FFBG publie son ouvrage en Français:  Backgammon- concepts stratégiques.
En 2023, la  FFBG publie la traduction en Anglais:  Backgammon- strategic concepts.

## Poker
Entre 2006 et 2011, il consacre une partie de son temps au poker avec une vingtaine de place payées et un total de gains cumulés autour de 70 000 €.  
Il a notamment obtenu une sixième place en 2006 au 3k€ European Poker Masters à Paris et 17 075 €. 
En 2008, il remporte le PPT (Partouche Poker Tour) Lyon Vert et 25 500 €. 
Il a été chroniqueur d'articles techniques dans les revues Poker52, Poker-vip, Tangente et sur le site www.gammonlife.com.